# (3583) Burdett
(3583) Burdett (1929 TQ) – planetoida z grupy pasa głównego asteroid okrążająca Słońce w ciągu 3,8 lat w średniej odległości 2,43 j.a. Odkrył ją Clyde Tombaugh 5 października 1929 roku.